# فاراداراجان موداليار
فاراداراجان موداليار (بالإنجليزية: Varadarajan Mudaliar)‏‏ (9 أكتوبر 1926 في رئاسة مدراس - 2 يناير 1988 في تشيناي) مجرم من الهند.